# Olympiazentrum
Olympiazentren sind Betreuungs- und Serviceeinrichtungen für den Hochleistungssport in Österreich. Neben den Landes- und Bundesleistungszentren sowie den Sportleistungs-, Heeres- und Universitätssportzentren sind sie ein Strukturelement innerhalb des Stützpunktsystems des österreichischen Spitzensports.

## Olympiazentren in Österreich
Das österreichische Stützpunktsystem verfügt aktuell über folgende sechs Olympiazentren:
- Olympiazentrum Campus Sport Tirol Innsbruck
- Olympiazentrum Kärnten, Klagenfurt am Wörthersee
- Olympiazentrum Salzburg-Rif
- Olympiazentrum Sportland Oberösterreich, Linz
- Olympiazentrum Vorarlberg, Dornbirn
- Olympiazentrum Wien-Schmelz

## Situation in anderen Ländern

### Deutschland
Das deutsche Stützpunktsystem verfügt aktuell über 18 sogenannte Olympiastützpunkte.

### Norwegen
In Norwegen gibt es mit dem Olympiatoppen ein Zentrum in Oslo, das dem norwegischen Olympischen und Paralympischen Komitee sowie den norwegischen Konföderation der Sportarten dient und für die Ausbildung des norwegischen Spitzensports verantwortlich ist.

### Schweiz
In der Schweiz gibt es derzeit keinen speziellen Olympiastützpunkt, jedoch Bestrebungen des Spitzenverbands Swiss Olympic zur Errichtung eines Olympiastützpunktes für die Schweiz, um durch neue Impulse mit den internationalen Entwicklungen des Hochleistungssports mitzuhalten.